# Ковалько Станіслав Павлович
Станіслав Павлович Ковалько (нар. 5 березня 1936, селище Погребище, тепер місто Погребищенського району Вінницької області) — український радянський діяч, бригадир комплексної будівельної бригади Погребищенської міжколгоспної будівельної організації Вінницької області. Депутат Верховної Ради УРСР 8—10-го скликань.

## Біографія
Освіта середня.
З 1953 року — робітник Погребищенської будівельної дільниці Вінницької області; бетонник контори буріння шахт і шурфів тресту «Сталіновугілля» Сталінської області.
У 1955—1956 роках — служба в Радянській армії.
У 1956—1958 роках — бетонник будівельно-монтажного управління № 11 Вінницького бурякоцукротресту.
З 1958 року — муляр, бригадир мулярів, з 1962 року — бригадир комплексної будівельної бригади Погребищенської міжколгоспної будівельної організації (районного міжколгоспного об'єднання по будівництву) Вінницької області.
Потім — на пенсії в селі Морозівка Погребищенського району Вінницької області.

## Нагороди
- ордени
- медалі